# Hong Kong Open
L'Hong Kong Open è  un torneo di tennis maschile giocato sui campi in cemento di Hong Kong nell'ATP Tour. Nel 2003 è stato rimpiazzato dal Thailand Open. Un torneo femminile è stato giocato dal 1980 al 1982 e poi nel 1993 classificato nella categoria Tier IV. Nel 2014 il torneo femminile viene nuovamente disputato nella categoria International. L'edizione del 2019 non è stata giocata a causa delle proteste nella città ospitante, mentre quelle del 2020 e 2021 non vennero disputate a causa della pandemia di COVID-19. L'edizione del 2022 è stata annullata in seguito alla decisione da parte della WTA di sospendere ogni torneo in Cina come risposta al caso della tennista Peng Shuai.

## Albo d'oro

### Singolare maschile
| Anno       | Vincitore             | Finalista             | Punteggio               |
| ---------- | --------------------- | --------------------- | ----------------------- |
| 1973       | Rod Laver             | Charlie Pasarell      | 6–3, 3–6, 6–2, 6–2      |
| 1974       | Torneo non completato | Torneo non completato | Torneo non completato   |
| 1975       | Tom Gorman            | Sandy Mayer           | 6–3, 6–1, 6–1           |
| 1976       | Ken Rosewall (1)      | Ilie Năstase          | 1–6, 6–4, 7–6, 6–0      |
| 1977       | Ken Rosewall (2)      | Tom Gorman            | 6–3, 5–7, 6–4, 6–4      |
| 1978       | Eliot Teltscher       | Pat Du Pré            | 6–4, 6–3, 6–2           |
| 1979       | Jimmy Connors         | Pat Du Pré            | 7–5, 6–3, 6–1           |
| 1980       | Ivan Lendl            | Brian Teacher         | 5–7, 7–6, 6–3           |
| 1981       | Van Winitsky          | Mark Edmondson        | 6–4, 6–7, 6–4           |
| 1982       | Pat Du Pré            | Morris Strode         | 6–3, 6–3                |
| 1983       | Wally Masur           | Sammy Giammalva Jr.   | 6–1, 6–1                |
| 1984       | Andrés Gómez (1)      | Tomáš Šmíd            | 6–3, 6–2                |
| 1985       | Andrés Gómez (2)      | Aaron Krickstein      | 6–3, 6–3, 3–6, 6–4      |
| 1986       | Ramesh Krishnan       | Andrés Gómez          | 7–6, 6–0, 7–5           |
| 1987       | Eliot Teltscher       | John Fitzgerald       | 6–7, 3–6, 6–1, 6–2, 7–5 |
| 1988- 1989 | Non disputato         | Non disputato         | Non disputato           |
| 1990       | Pat Cash              | Alex Antonitsch       | 6–3, 6–4                |
| 1991       | Richard Krajicek      | Wally Masur           | 6–2, 3–6, 6–3           |
| 1992       | Jim Courier           | Michael Chang         | 7–5, 6–3                |
| 1993       | Pete Sampras (1)      | Jim Courier           | 6–3, 6(1)–7, 7–6(2)     |
| 1994       | Michael Chang (1)     | Pat Rafter            | 6–1, 6–3                |
| 1995       | Michael Chang (2)     | Jonas Björkman        | 6–3, 6–1                |
| 1996       | Pete Sampras (2)      | Michael Chang         | 6–4, 3–6, 6–4           |
| 1997       | Michael Chang (3)     | Pat Rafter            | 6–3, 6–3                |
| 1998       | Kenneth Carlsen       | Byron Black           | 6–2, 6–0                |
| 1999       | Andre Agassi          | Boris Becker          | 6(4)–7, 6–4, 6–4        |
| 2000       | Nicolas Kiefer        | Mark Philippoussis    | 7–6(4), 2–6, 6–2        |
| 2001       | Marcelo Ríos          | Rainer Schüttler      | 7–6(3), 6–2             |
| 2002       | Juan Carlos Ferrero   | Carlos Moyá           | 6–3, 1–6, 7–6(4)        |
| 2003- 2023 | Non disputato         | Non disputato         | Non disputato           |
| 2024       | Andrej Rublëv         | Emil Ruusuvuori       | 6–4, 6–4                |
| 2025       | Alexandre Müller      | Kei Nishikori         | 2–6, 6–1, 6–3           |

### Doppio maschile
| Anno       | Vincitori                                | Finalisti                         | Punteggio             |
| ---------- | ---------------------------------------- | --------------------------------- | --------------------- |
| 1973       | Colin Dibley Rod Laver                   | Paul Gerken Brian Gottfried       | 6–3, 5–7, 17–15       |
| 1974       | Torneo non completato                    | Torneo non completato             | Torneo non completato |
| 1975       | Tom Okker Ken Rosewall                   | Bob Carmichael Sandy Mayer        | 6–3, 6–4              |
| 1976       | Hank Pfister Butch Walts                 | Anand Amritraj Ilie Năstase       | 6–4, 6–2              |
| 1977       | Syd Ball Kim Warwick (1)                 | Marty Riessen Roscoe Tanner       | 7–6, 6–3              |
| 1978       | Mark Edmondson John Marks                | Hank Pfister Brad Rowe            | 5–7, 7–6, 6–1         |
| 1979       | Pat Du Pré Robert Lutz                   | Steve Denton Mark Turpin          | 6–3, 6–4              |
| 1980       | Peter Fleming Ferdi Taygan               | Bruce Manson Brian Teacher        | 7–5, 6–2              |
| 1981       | Chris Dunk Chris Mayotte                 | Marty Davis Brad Drewett          | 6–4, 7–6              |
| 1982       | Charles Strode Morris Strode             | Kim Warwick Van Winitsky          | 6–4, 3–6, 6–2         |
| 1983       | Drew Gitlin Craig A. Miller              | Sammy Giammalva Jr. Steve Meister | 6–2, 6–2              |
| 1984       | Ken Flach Robert Seguso                  | Mark Edmondson Paul McNamee       | 6–7, 6–3, 7–5         |
| 1985       | Brad Drewett Kim Warwick (2)             | Jakob Hlasek Tomáš Šmíd           | 3–6, 6–4, 6–2         |
| 1986       | Mike De Palmer Gary Donnelly             | Pat Cash Mark Kratzmann           | 7–6, 6–7, 7–5         |
| 1987       | Mark Kratzmann Jim Pugh                  | Marty Davis Brad Drewett          | 6–7, 6–4, 6–2         |
| 1988- 1989 | Non disputato                            | Non disputato                     | Non disputato         |
| 1990       | Pat Cash Wally Masur                     | Kevin Curren Joey Rive            | 6–3, 6–3              |
| 1991       | Patrick Galbraith (1) Todd Witsken       | Glenn Michibata Robert Van't Hof  | 6–2, 6–4              |
| 1992       | Brad Gilbert Jim Grabb (1)               | Byron Black Byron Talbot          | 6–2, 6–1              |
| 1993       | David Wheaton Todd Woodbridge            | Sandon Stolle Jason Stoltenberg   | 6–1, 6–3              |
| 1994       | Jim Grabb (2) Brett Steven               | Jonas Björkman Patrick Rafter     | W/O                   |
| 1995       | Tommy Ho Mark Philippoussis              | Jakob Hlasek Patrick McEnroe      | 6–1, 6–7, 7–6         |
| 1996       | Patrick Galbraith (2) Andrej Ol'chovskij | Kent Kinnear Dave Randall         | 6–3, 6–7, 7–6         |
| 1997       | Martin Damm Daniel Vacek                 | Karsten Braasch Jeff Tarango      | 6–3, 6–4              |
| 1998       | Byron Black (1) Alex O'Brien             | Neville Godwin Tuomas Ketola      | 7–5, 6–1              |
| 1999       | James Greenhalgh Grant Silcock           | Andre Agassi David Wheaton        | W/O                   |
| 2000       | Wayne Black (2) Kevin Ullyett            | Dominik Hrbatý David Prinosil     | 6–1, 6–2              |
| 2001       | Karsten Braasch André Sá                 | Petr Luxa Radek Štěpánek          | 6–0, 7–5              |
| 2002       | Jan–Michael Gambill Graydon Oliver       | Wayne Arthurs Andrew Kratzmann    | 6(2)–7, 6–4, 7–6(4)   |
| 2003- 2023 | Non disputato                            | Non disputato                     | Non disputato         |
| 2024       | Marcelo Arévalo Mate Pavić               | Sander Gillé Joran Vliegen        | 7–6(3), 6–4           |
| 2025       | Sander Arends Luke Johnson               | Karen Chačanov Andrej Rublëv      | 7–5, 4–6, [10–7]      |

### Singolare femminile
| Anno       | Categoria                             | Campionessa                           | Finalista                             | Punteggio                             |
| ---------- | ------------------------------------- | ------------------------------------- | ------------------------------------- | ------------------------------------- |
| 1980       | WTA Tour                              | Wendy Turnbull (1)                    | Peanut Louie-Harper                   | 6–0, 6–2                              |
| 1981       | WTA Tour                              | Wendy Turnbull (2)                    | Sabina Simmonds                       | 6–3, 6–4                              |
| 1982       | WTA Tour                              | Catrin Jexell                         | Alycia Moulton                        | 6–3, 7–5                              |
| 1983- 1992 | Non disputato                         | Non disputato                         | Non disputato                         | Non disputato                         |
| 1993       | Tier IV                               | Wang Shi-ting                         | Marianne Witmeyer                     | 6–4, 3–6, 7–5                         |
| 1994- 2013 | Non disputato                         | Non disputato                         | Non disputato                         | Non disputato                         |
| 2014       | International                         | Sabine Lisicki                        | Karolína Plíšková                     | 7–5, 6–3                              |
| 2015       | International                         | Jelena Janković                       | Angelique Kerber                      | 3–6, 7–6(4), 6–1                      |
| 2016       | International                         | Caroline Wozniacki                    | Kristina Mladenovic                   | 6–1, 6(4)–7, 6–2                      |
| 2017       | International                         | Anastasija Pavljučenkova              | Dar'ja Gavrilova                      | 5–7, 6–3, 7–6(3)                      |
| 2018       | International                         | Dajana Jastrems'ka                    | Wang Qiang                            | 6–2, 6–1                              |
| 2019       | Annullato per proteste                | Annullato per proteste                | Annullato per proteste                | Annullato per proteste                |
| 2020- 2021 | Annullato per pandemia di Coronavirus | Annullato per pandemia di Coronavirus | Annullato per pandemia di Coronavirus | Annullato per pandemia di Coronavirus |
| 2022       | Cancellato                            | Cancellato                            | Cancellato                            | Cancellato                            |
| 2023       | WTA 250                               | Leylah Fernandez                      | Kateřina Siniaková                    | 3–6, 6–4, 6–4                         |
| 2024       | WTA 250                               | Diana Šnajder                         | Katie Boulter                         | 6–1, 6–2                              |

### Doppio femminile
| Anno       | Categoria                             | Campionesse                           | Finaliste                                | Punteggio                             |
| ---------- | ------------------------------------- | ------------------------------------- | ---------------------------------------- | ------------------------------------- |
| 1980       | WTA Tour                              | Wendy Turnbull Sharon Walsh (1)       | Silvana Urroz Penny Johnson              | 6–1, 6–2                              |
| 1981       | WTA Tour                              | Ann Kiyomura Sharon Walsh (2)         | Anne Hobbs Susan Leo                     | 6–3, 6–4                              |
| 1982       | WTA Tour                              | Alycia Moulton Laura DuPont           | Yvonne Vermaak Jennifer Mundel-Reinbold  | 6–2, 4–6, 7–5                         |
| 1983- 1992 | Non disputato                         | Non disputato                         | Non disputato                            | Non disputato                         |
| 1993       | Tier IV                               | Karin Kschwendt Rachel McQuillan      | Debbie Graham Marianne Witmeyer          | 1–6, 7–6(4), 6–2                      |
| 1994- 2013 | Non disputato                         | Non disputato                         | Non disputato                            | Non disputato                         |
| 2014       | International                         | Karolína Plíšková Kristýna Plíšková   | Patricia Mayr-Achleitner Arina Rodionova | 6–2, 2–6, [12–10]                     |
| 2015       | International                         | Alizé Cornet Jaroslava Švedova        | Lara Arruabarrena Andreja Klepač         | 7–5, 6–4                              |
| 2016       | International                         | Chan Hao-ching (1) Chan Yung-jan (1)  | Naomi Broady Heather Watson              | 6–3, 6–1                              |
| 2017       | International                         | Chan Hao-ching (2) Chan Yung-jan (2)  | Lu Jiajing Wang Qiang                    | 6–1, 6–1                              |
| 2018       | International                         | Samantha Stosur Zhang Shuai           | Shūko Aoyama Lidzija Marozava            | 6–4, 6–4                              |
| 2019       | Annullato per proteste                | Annullato per proteste                | Annullato per proteste                   | Annullato per proteste                |
| 2020- 2021 | Annullato per pandemia di Coronavirus | Annullato per pandemia di Coronavirus | Annullato per pandemia di Coronavirus    | Annullato per pandemia di Coronavirus |
| 2022       | Cancellato                            | Cancellato                            | Cancellato                               | Cancellato                            |
| 2023       | WTA 250                               | Tang Qianhui Tsao Chia-yi             | Oksana Kalašnikova Aljaksandra Sasnovič  | 7–5, 1–6, [11–9]                      |
| 2024       | WTA 250                               | Ulrikke Eikeri Makoto Ninomiya        | Shūko Aoyama Eri Hozumi                  | 6–4, 4–6, [11–9]                      |